# 24124 Dozier
24124 Dozier è un asteroide della fascia principale. Scoperto nel 1999, presenta un'orbita caratterizzata da un semiasse maggiore pari a 3,0687736 UA e da un'eccentricità di 0,1433313, inclinata di 1,15407° rispetto all'eclittica.